# Tuinzigt

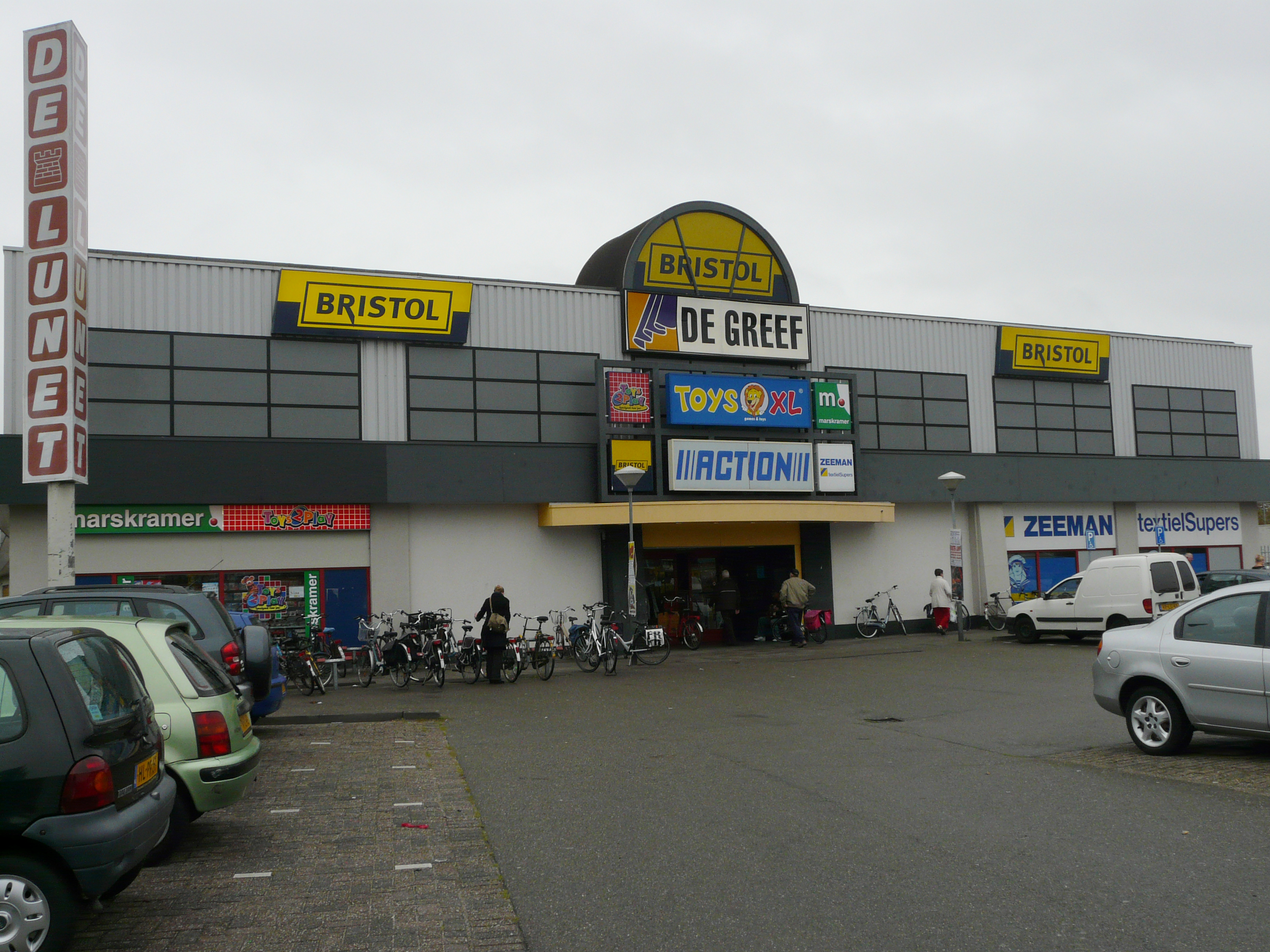
Winkelcentrum de Lunet

Tuinzigt is een woonwijk in Breda. De wijk ligt ten westen van de Tramsingel tussen Breda Centrum, Westerpark en Woonboulevard Breda.
Het is een van de oudere wijken van Breda, de bebouwing wordt gedomineerd door vooroorlogse eengezinswoningen en portiekwoningen maar er is ook naoorlogse bebouwing met appartementen.
Tuinzigt heeft een winkelcentrum: Winkel centrum Tuinzigt (verswinkels). Ook is er een buurtcentrum, de Meidoorn. Aan de rand ligt scholengemeenschap Markenhage. Tussen Westerpark en Tuinzigt is basisschool de Boomgaard. Verder liggen in deze wijk de begraafplaats en crematorium van uitvaartonderneming Zuylen.
Op sportpark Kwakkelhut speelt de voetbalvereniging TVC Breda. Tevens is het voetbalstadion Rat Verlegh Stadion van NAC Breda dichtbij.
In deze Bredase wijk woonden DJ Tiesto en zangeres Miggy.
Tuinzigt kreeg in 2018 landelijke bekendheid dankzij het televisie documentaire reeks Typisch: Tuinzigt waarbij ze het dagelijkse leven van verschillende inwoners van de wijk volgende.

## Galerij

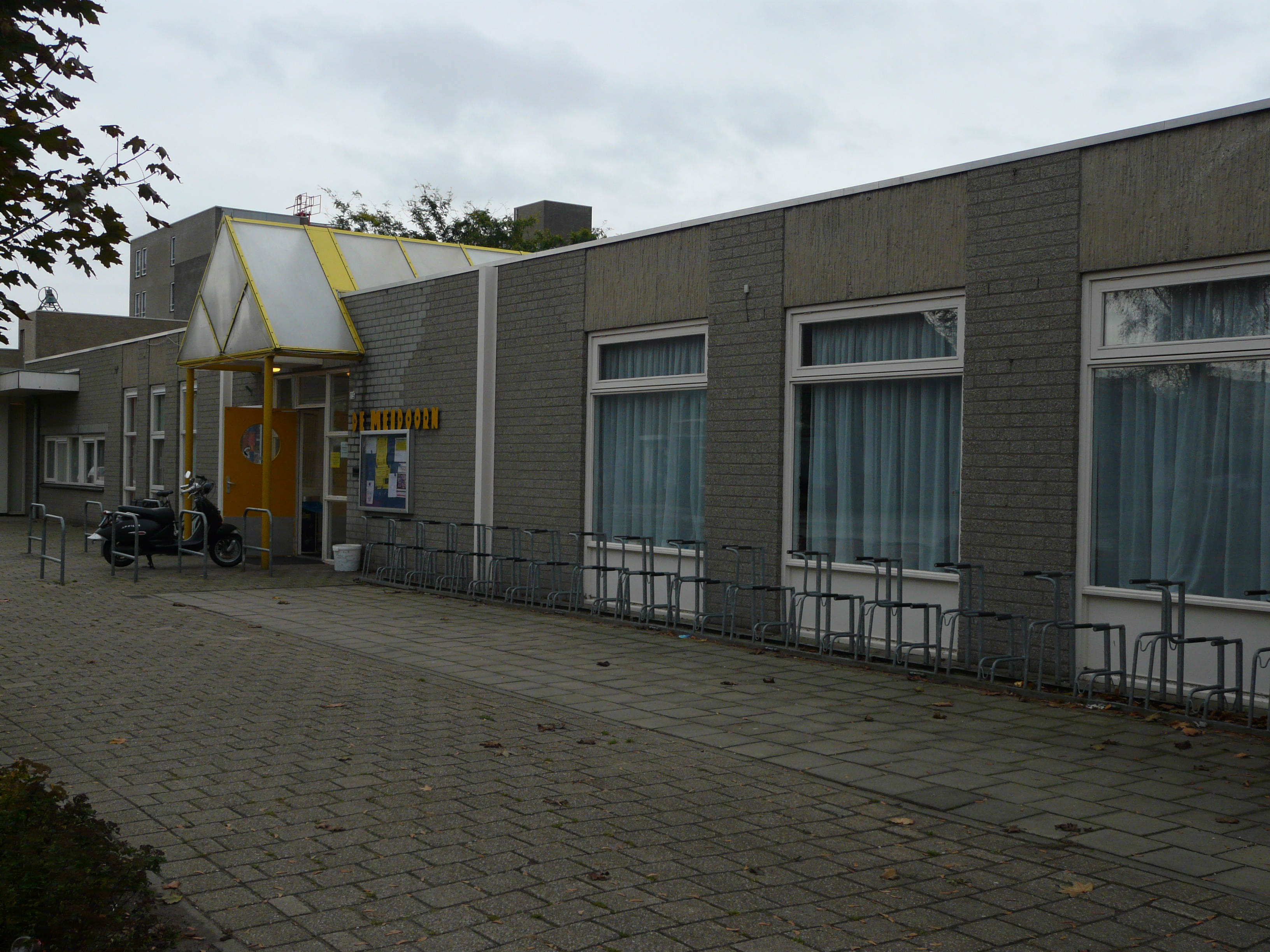
Buurtcentrum de Meidoorn
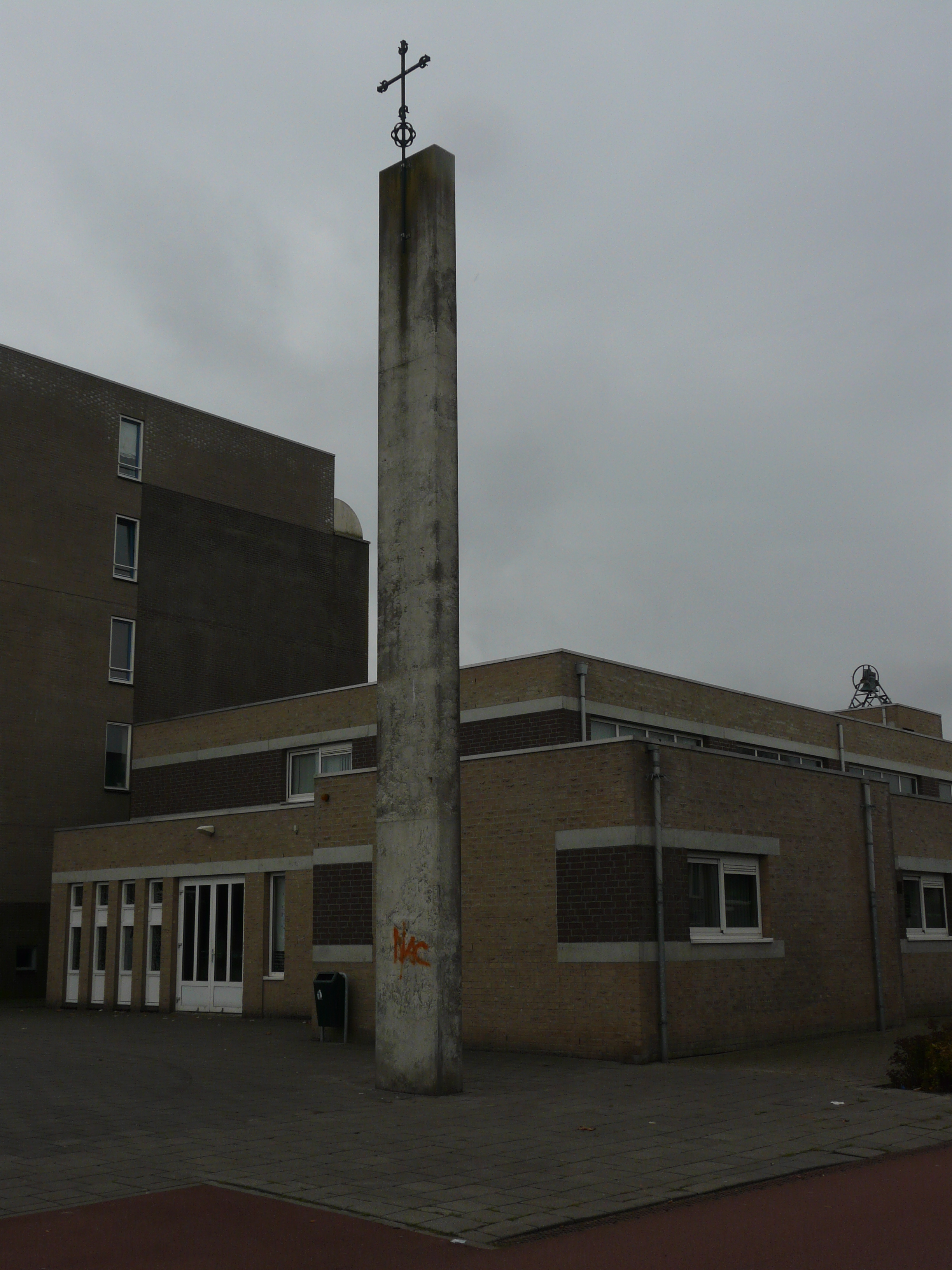